# Seznam filmových festivalů v Česku
Toto je seznam filmových festivalů v Česku. Festivaly jsou v něm řazeny abecedně, zaniklé festivaly jsou červeně podbarvené.
| Měsíc konání | Název                                                | Zaměření                                                   | Místo konání                                       | První ročník |
| ------------ | ---------------------------------------------------- | ---------------------------------------------------------- | -------------------------------------------------- | ------------ |
| 06           | 48 Hour Film Project Brno                            | populární mezinárodní soutěž v tvorbě 48 hodinového filmu  | Brno                                               | 2017         |
| 04           | Academia Film Olomouc                                | populárně-vědecký dokumentární film                        | Olomouc                                            | 1966         |
| 02           | AfroFilmes                                           | africké hrané i dokumentární filmy                         | Praha                                              | 2023         |
| 04           | AniFest                                              | animovaný film                                             | Teplice                                            | 2002         |
| 05           | Anifilm                                              | animovaný film                                             | Třeboň                                             | 2010         |
| 09           | Anishort Festival                                    | krátké animované filmy                                     | Praha, Brno, Ostrava a další                       | 2014         |
| 10           | BRNO16                                               | krátký film                                                | Brno                                               | 1960         |
| 02           | Cinema Mundi                                         |                                                            | Brno                                               | 2010         |
| 04           | Dny evropského filmu                                 | evropské filmy                                             | Praha                                              | 1994         |
| 10           | Ekofilm                                              | ekologické filmy                                           | Brno                                               | 1974         |
| 05           | Elbe Dock                                            | dokumentární filmy                                         | Ústí nad Labem                                     | 2018         |
| 04           | FAMUFEST                                             | studentské filmy                                           | Praha                                              | 1984         |
| 03           | Febiofest                                            | celovečerní hrané filmy                                    | Praha                                              | 1993         |
| 09           | Festival české filmové komedie Nové Město nad Metují | komedie                                                    | Nové Město nad Metují                              | 1978         |
| 11           | Festival francouzského filmu                         | francouzské filmy                                          | Praha a další                                      | ?            |
| 01           | Festival krátkých filmů                              | krátké filmy                                               | Praha                                              | 2005         |
| 08           | Festival nad řekou                                   | celovečerní hrané filmy                                    | Písek                                              | 2009         |
| 03           | Festival otrlého diváka                              |                                                            | Praha                                              | 2005         |
| 10           | Festival Oty Hofmana                                 | dětské filmy                                               | Ostrov                                             | 1969         |
| 01           | Festival Scandi                                      | severské filmy                                             | Praha ad. v Česku a na Slovensku                   | 2015         |
| 12           | Filmasia                                             | asijské filmy                                              | Praha                                              | 2005         |
| 07           | Filmové žně                                          | filmový festival                                           | Zlín                                               | 1940         |
| 05           | Filmový festival Fakulty informatiky                 | krátké studentské filmy                                    | Brno                                               | 2001         |
| 04           | Finále Plzeň                                         | celovečerní hrané i dokumentární filmy                     | Plzeň                                              | 1968         |
| 12           | FLIM                                                 | tibetské filmy a filmy o Tibetu                            | Praha, kino Světozor                               | 2007         |
| 09           | Fresh Film Fest                                      | studentské a debutové filmy                                | Praha                                              | 2003         |
| 10           | International Road Movie Festival                    | road movie dokumenty a filmy                               | Plzeň                                              | 2018         |
| 03           | Jeden svět                                           | dokumentární filmy o lidských právech                      | Praha a další místa                                | 1999         |
| 11           | Juniorfest                                           | filmy pro děti a mládež                                    | Plzeň, Horšovský Týn, Dobřany, Přeštice, Domažlice | 2008         |
| 07           | Letní filmová škola                                  |                                                            | Uherské Hradiště                                   | 1964         |
| 04           | Krrr!                                                | 70mm film                                                  | Krnov                                              | 2006         |
| 10           | Life Sciences Film Festival                          | dokumentární filmy, zemědělská produkce, udržitelný rozvoj | Praha (ČZU)                                        | 2010         |
| 08–09        | Marienbad Film Festival                              | experimentální a nezávislé filmy                           | Mariánské Lázně                                    | 2016         |
| 10           | Mezinárodní festival dokumentárních filmů Ji.hlava   | dokumentární film                                          | Jihlava                                            | 1997         |
| 05           | Mezinárodní festival filmové komedie                 | komedie                                                    | Jindřichův Hradec                                  | 2022         |
| 10           | Mezinárodní festival outdoorových filmů              | outdoorové filmy                                           |                                                    | 2003         |
| 07           | Mezinárodní filmový festival Karlovy Vary            | kategorie A                                                | Karlovy Vary                                       | 1946         |
| 06           | Mezinárodní filmový festival Zlatý Golem             |                                                            | Praha                                              | 1995         |
| 08           | Mezinárodní horolezecký filmový festival             | horolezectví                                               | Teplice nad Metují                                 | 1981         |
| 11           | Mezipatra                                            | LGBT+                                                      | Praha a Brno                                       | 2000         |
| 08           | Noir Film Festival                                   | film noir                                                  | Křivoklát                                          | 2013         |
| 06           | Ostravský koníček                                    | dětské filmy                                               | Ostrava                                            | 2002         |
|              | Projekt 100                                          |                                                            |                                                    | 1995         |
| 12           | Přehlídka animovaného filmu                          | animovaný film                                             | Olomouc                                            | 2000         |
| 09           | Serial Killer                                        | seriály                                                    | Brno                                               | 2018         |
| 08           | Slavonice Fest                                       | celovečerní hrané filmy                                    | Slavonice                                          | 2014         |
| ?            | Techfilm                                             | věda a technika                                            | Praha                                              | ?            |
| 05           | Zlín Film Festival                                   | filmy pro děti a mládež                                    | Zlín                                               | 1961         |